# Вінод Кумар Омпракаш
Вінод Кумар Омпракаш (англ. Om Prakash Vinod Kumar; нар. 1 січня 1994) — індійський борець вільного стилю, срібний та бронзовий призер чемпіонатів Азії, срібний призер чемпіонату Співдружності.

## Життєпис
У 2017 році здобув срібну медаль чемпіонату світу серед молоді.

## Спортивні результати на міжнародних змаганнях

### Виступи на Чемпіонатах Азії
| Змагання                       | Збірна | Вагова категорія          | Місце  |
| ------------------------------ | ------ | ------------------------- | ------ |
| Чемпіонат Азії з боротьби 2016 | Індія  | вільна боротьба, до 70 кг | Срібло |
| Чемпіонат Азії з боротьби 2017 | Індія  | вільна боротьба, до 70 кг | 8      |
| Чемпіонат Азії з боротьби 2018 | Індія  | вільна боротьба, до 70 кг | Бронза |

### Виступи на Кубках світу
| Змагання                    | Збірна | Вагова категорія          | Місце |
| --------------------------- | ------ | ------------------------- | ----- |
| Кубок світу з боротьби 2016 | Індія  | вільна боротьба, до 70 кг | 7     |
| Кубок світу з боротьби 2018 | Індія  | команда                   | 8     |

### Виступи на Чемпіонатах Співдружності
| Змагання                                | Збірна | Вагова категорія          | Місце  |
| --------------------------------------- | ------ | ------------------------- | ------ |
| Чемпіонат Співдружності з боротьби 2016 | Індія  | вільна боротьба, до 70 кг | Срібло |

### Виступи на Всесвітніх іграх військовослужбовців
| Змагання                                | Збірна | Вагова категорія          | Місце |
| --------------------------------------- | ------ | ------------------------- | ----- |
| Всесвітні ігри військовослужбовців 2019 | Індія  | вільна боротьба, до 74 кг | 11    |

### Виступи на інших змаганнях
| Змагання                                 | Збірна | Вагова категорія          | Місце  |
| ---------------------------------------- | ------ | ------------------------- | ------ |
| Турнір Дмитра Коркіна 2016               | Індія  | вільна боротьба, до 70 кг | 5      |
| Золотий Гран-прі з боротьби 2016         | Індія  | вільна боротьба, до 70 кг | 5      |
| Pro Wrestling League 2017                | Індія  | команда                   | 4      |
| Турнір Дана Колова — Николи Петрова 2017 | Індія  | вільна боротьба, до 70 кг | 17     |
| Клубний чемпіонат світу з боротьби 2017  | Індія  | команда                   | 6      |
| Pro Wrestling League 2019                | Індія  | команда                   | Срібло |
| Турнір Дана Колова — Николи Петрова 2019 | Індія  | вільна боротьба, до 74 кг | 16     |

### Виступи на змаганнях молодших вікових груп
| Змагання                                     | Збірна | Вагова категорія          | Місце  |
| -------------------------------------------- | ------ | ------------------------- | ------ |
| Чемпіонат світу з боротьби серед молоді 2017 | Індія  | вільна боротьба, до 70 кг | Срібло |